# Schloss Rockelstad

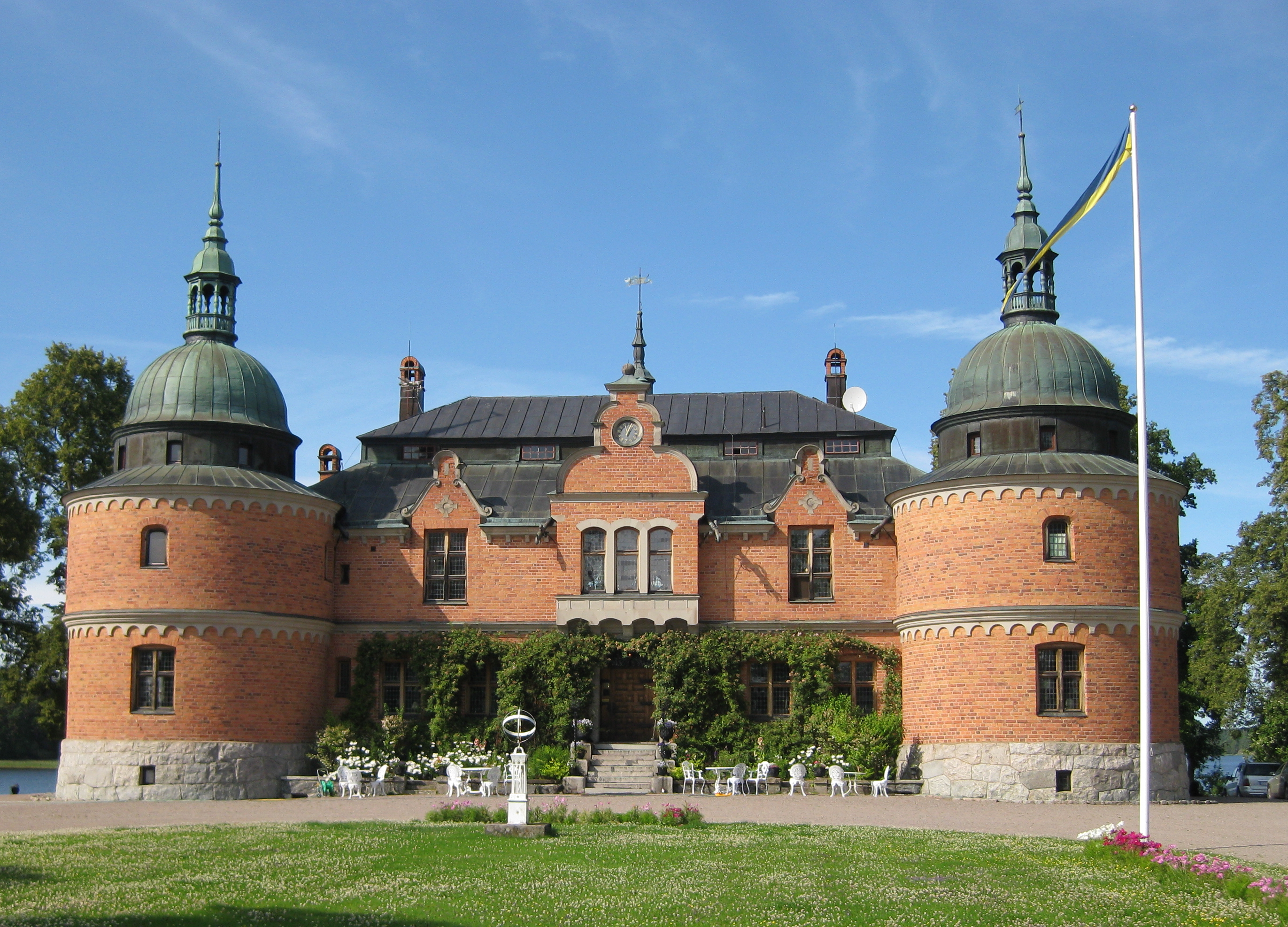
Schloss Rockelsta

Schloss Rockelstad von der Seeseite aus fotografiert zu Beginn des 20. Jahrhunderts.

Schloss Rockelstad (auch geschrieben Rockelsta, eine ältere Schreibweise lautet Råckelsta) ist ein im Stil der Neorenaissance zu Beginn des 20. Jahrhunderts rekonstruiertes Schloss in der schwedischen Provinz Södermanlands län. Es liegt 15 Kilometer östlich der Stadt Flen.
Das Schloss ist seit 1973 in Privatbesitz der Familie von Post und beherbergt heute ein Hotel. Ein Teil des Schlosses wird als Museum genutzt. Hier werden Exponate aus dem Familienbesitz der heutigen Besitzer des Schlosses sowie alte Einrichtungsgegenstände aus der Geschichte des Schlosses ausgestellt.

## Geschichte

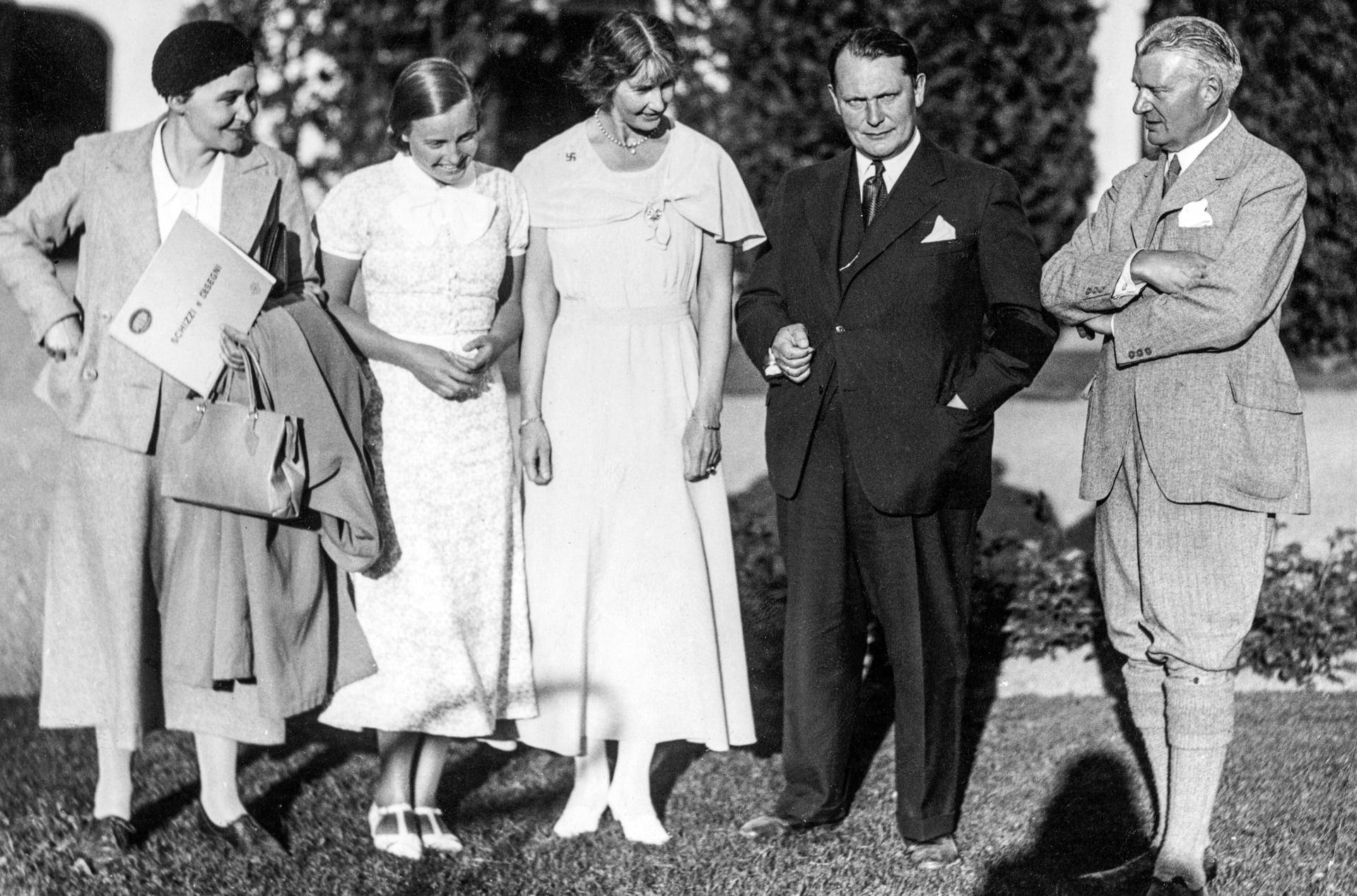
Birgitta, Mary, Hermann Göring und Eric von Rosen auf Schloss Rockelstad

Das Schloss wurde in der Nähe des Båven, dem drittgrößten See in Södermanland, erbaut. Erstmals wurde es im späten 14. Jahrhundert erwähnt, als der Bischof von Strängnäs das Land erwarb. Die ersten Gebäude wurden um 1380 erbaut. Das Anwesen hatte bereits in dieser Zeit seine bis heute erhaltenen Ausmaße. Im Zuge der Enteignung der schwedischen Kirche kam das Gut im Jahre 1520 in Besitz der schwedischen Krone. König Gustav I. Wasa schenkte es seinem Sohn, dem Herzog von Södermanland Karl IX.
Karl IX. seinerseits verschenkte das Anwesen an einen seiner treuen Offiziere, den Quartiermeister Sean Stuart. Dieser entstammte einem Zweig der schottischen Königsfamilie Stuart. Er ging als Söldner im Dienste des Sohnes von Gustav I. Wasa nach Schweden, um im Krieg gegen Dänemark zu dienen. Das Schloss verblieb mehrere Generationen bei der Familie Stuart. Der letzte Stuart im Besitz des Schlosses war der Baron und Generalleutnant Carl Magnus Stuart. Nach der Rückkehr der Familie Stuart nach Schottland ging das Schloss in den Besitz der Familie Rosenholm über.
Von 1788 bis 1874 gehörte das Schloss der Familie Holst, nach dem Tod des letzten Nachkommen wechselte es oft die Besitzer. Im Jahre 1900 kaufte der Graf Eric von Rosen das Anwesen. Das alte Herrenhaus, das extrem baufällig war, wurde erneuert. Unter der Leitung von Carl Sylvan wurde das Dach mit Kupfer gedeckt und um zwei runde und zwei quadratische Türme an den Ecken des Herrenhauses erweitert.
Eric von Rosen war ein typischer Abenteurer des beginnenden 20. Jahrhunderts. In seinem Schloss trug er eine große Sammlung von Gegenständen zusammen, die er auf seinen Forschungsreisen nach Zentralafrika erworben hatte. Von Rosen war ein Schwippschwager von Hermann Göring und unterhielt Beziehungen zum nationalsozialistischen Deutschland. Es gibt mehrere Aufnahmen von Hermann Göring, wie er das Schloss Rockelstad besucht. Unter anderem im Jahre 1933, als die Tochter von Eric und Mary von Rosen heiratete.
Während eines verheerenden Brandes 1927 wurden die etwa 3000 Bände umfassende Bibliothek und eine Reihe von Kunstschätzen zerstört.
Der Hof wurde im Jahr 1973 von Helen und Chris von Post gekauft und zum Hotel umgebaut.